# Joe Morrell
Joseff John Morrell (Ipswich, 3 de janeiro de 1997) é um futebolista galês que atua como meio-campo. Atualmente, joga pelo Portsmouth.

## Carreira do clube
Começou sua carreira no Bristol City e assinou um contrato profissional com o clube em dezembro de 2012, após recusar uma oferta do Liverpool . Ele fez sua estreia em 8 de outubro de 2013 na derrota por 2 a 1 no Troféu da Liga de Futebol contra o Wycombe Wanderers .
Em 24 de fevereiro de 2017, Morrell se juntou à Margate por empréstimo por um mês. Ele fez sua estreia como substituto aos 58 minutos durante uma derrota em casa por 2-0 para Whitehawk .

### Luton Town
Em 15 de outubro de 2020, Morrell se juntou a Luton Town por uma taxa não revelada.

## Carreira internacional
Morrell se classificou para jogar pelo País de Gales, embora sua mãe Sian seja  galesa.
Em outubro de 2017, Morrell fez sua estréia no País de Gales Sub-21, com uma vitória por 3-1 contra o Liechtenstein .
Em agosto de 2019, foi convocado para a seleção do País de Gales, antes da eliminatória da Euro 2020 contra o Azerbaijão. Ele fez sua estreia internacional pelo País de Gales contra a Bielo-Rússia em 9 de setembro de 2019.
Em maio de 2021, ele foi selecionado para a equipe do País de Gales para o adiado torneio UEFA Euro 2020.
| time nacional | Ano   | Apps | Metas |
| ------------- | ----- | ---- | ----- |
| Gales         | 2019  | 5    | 0     |
| Gales         | 2020  | 7    | 0     |
| Gales         | 2021  | 5    | 0     |
| Total         | Total | 17   | 0     |